# House of Usher (videogioco 1984)
House of Usher è un videogioco pubblicato nel 1984 per Amstrad CPC, Atari 8-bit e Commodore 64 da Kingsoft GmbH e Anirog Software, ispirato al racconto del terrore La caduta della casa degli Usher. Il protagonista è un personaggio ottocentesco con cappello a cilindro, che deve affrontare i pericoli della casa in un tipico videogioco a piattaforme.

## Modalità di gioco
Nell'introduzione, con grafica relativamente elaborata, si vede il personaggio che, arrivato in carrozza, entra nella tetra casa. A questo punto il giocatore ne prende il controllo e affronta le varie stanze della casa, tutte con visuale fissa di profilo e ambiente composto da piattaforme e scale a pioli. Il protagonista può muoversi su piattaforme e scale e saltare, evitando di cadere da altezze elevate o da eventuali buchi sul fondo dello schermo.
La prima stanza è una reception, dalla quale il giocatore può raggiungere tutte le altre attraverso le rispettive porte numerate. Ci sono 8 stanze che si possono affrontare in qualsiasi ordine, poi altre due che diventano accessibili solo dopo aver completato tutte le altre: una stanza del tesoro e una finale dove si deve comporre una parola segreta.
In ciascuna stanza si incontrano differenti e strani pericoli tra cui cannoni, pavimenti che scompaiono, mostri, pistoni che schiacciano. L'obiettivo è sempre raggiungere la porta di uscita, da cui si ritorna alla reception, ma a seconda della stanza possono esserci altri compiti da svolgere prima, come raccogliere tutti i frutti.